# LHX3
LHX3 (англ. LIM homeobox 3) – білок, який кодується однойменним геном, розташованим у людей на короткому плечі 9-ї хромосоми. Довжина поліпептидного ланцюга білка становить 397 амінокислот, а молекулярна маса — 43 358.
| 10         |  | 20         |  | 30         |  | 40         |  | 50         |
| ---------- |  | ---------- |  | ---------- |  | ---------- |  | ---------- |
| MLLETGLERD |  | RARPGAAAVC |  | TLGGTREIPL |  | CAGCDQHILD |  | RFILKALDRH |
| WHSKCLKCSD |  | CHTPLAERCF |  | SRGESVYCKD |  | DFFKRFGTKC |  | AACQLGIPPT |
| QVVRRAQDFV |  | YHLHCFACVV |  | CKRQLATGDE |  | FYLMEDSRLV |  | CKADYETAKQ |
| REAEATAKRP |  | RTTITAKQLE |  | TLKSAYNTSP |  | KPARHVREQL |  | SSETGLDMRV |
| VQVWFQNRRA |  | KEKRLKKDAG |  | RQRWGQYFRN |  | MKRSRGGSKS |  | DKDSVQEGQD |
| SDAEVSFPDE |  | PSLAEMGPAN |  | GLYGSLGEPT |  | QALGRPSGAL |  | GNFSLEHGGL |
| AGPEQYRELR |  | PGSPYGVPPS |  | PAAPQSLPGP |  | QPLLSSLVYP |  | DTSLGLVPSG |
| APGGPPPMRV |  | LAGNGPSSDL |  | STGSSGGYPD |  | FPASPASWLD |  | EVDHAQF    |

A: Аланін

C: Цистеїн

D: Аспарагінова кислота

E: Глутамінова кислота

F: Фенілаланін

G: Гліцин

H: Гістидин

I: Ізолейцин

K: Лізин

L: Лейцин

M: Метіонін

N: Аспарагін

P: Пролін

Q: Глутамін

R: Аргінін

S: Серин

T: Треонін

V: Валін

W: Триптофан

Кодований геном білок за функціями належить до активаторів, фосфопротеїнів. 
Задіяний у таких біологічних процесах, як транскрипція, регуляція транскрипції, альтернативний сплайсинг. 
Білок має сайт для зв'язування з іонами металів, іоном цинку, ДНК. 
Локалізований у ядрі.